# 591 TCN
591 TCN là một năm trong lịch La Mã.